# ریچارد اچ ترولی
ریچارد اچ ترولی (به انگلیسی: Richard Harrison Truly) فضانورد اهل ایالات متحده آمریکا است که در ۱۲ نوامبر ۱۹۳۷ میلادی در فایته، میسیسیپی زاده شد. وی در مأموریت، اس‌تی‌اس-۲، اس‌تی‌اس-۸ حضور داشته است.